# Pave Leo 1.
Leo 1. (eller Leo den Store 400 – 10. november 461 i Rom) var pave 440 – 461. Han var nidkær og bekæmpede alle, der havde en anden tro. I 452 lykkedes det ham at få hunnerkongen Attila til ikke at at plyndre og ødelægge Rom. 

## Biografi
Ifølge Liber Pontificalis var Leo født i Toscana. I 431 var han diakon i Rom og var tilstrækkelig betydningsfuld til, at Kyril af Alexandria henvendte sig til ham for at få Rom til at forhindre Juvenal af Jerusalems krav om kirkeligt overherredømme over Palæstina. Brevet fra Kyril kan dog også være adresseret til pave Celestin 1. På samme tid dedikerede Johannes Cassianus sin afhandling mod Nestorius til Leo − den var skrevet på hans opfordring. Det tydeligste tegn på tillid til Leo ses af, at kejseren valgte ham til at afgøre striden mellem de to højeste embedsmænd i Gallien.
Mens han var der, døde pave Sixtus 3. 11. august 440, og Leo blev valgt som hans efterfølger uden modkandidater. Han tiltrådte 29. september som pave og skabte en stærk centralisering af den romersk-katolske kirke.
I de følgende år slog Leo ned på en række kætterske bevægelser, der havde mere eller mindre medvind. Det drejede sig blandt andet om pelagianisme, manikæismen og priscillianismen, som han på forskellig vis bekæmpede. Han søgte også at få kopterne til at indordne sig under romersk-katolsk praksis, lige som han søgte at sikre Roms indflydelse på Illyrien, hvor kirken vaklede mellem  Rom og patriarken i Konstantinopel. I 451 opnåede han en stor sejr ved koncilet i Chalkedon, hvor han fik det til at anerkende paven i Rom som den retmæssige efterfølger til apostlen Peter. 
Også i Gallien var der problemer med, hvem der bestemte. Her blev Leo involveret direkte i en strid med ærkebiskop Hilarius fra Arles. Leo satte  Hilarius grundigt på plads, så denne fik indskrænket sin magt. Leo følte sig trængt, så han appellerede til den verdslige magt: kejser Valentinian III. Denne udstedte et dekret 6. juni 445, hvori han anerkender forrangen for Roms biskop som efterfølger af Peter, dennes overhøjhed i Rom og den nikæno-konstantinopolitanske trosbekendelse. Modstand opfattedes juridisk som forræderi. Hilarius bøjede sig herefter.
I øst søgte Leo at øge indflydelsen i en strid mellem Eutyches og Flavian af Konstantinopel. I begyndelsen støttede han Eutyches, men efter at have fået oplysninger fra Flavian skiftede han mening og støttede ham fuldt ud. Ved et koncil i Efesos præsenterede Leos repræsentanter hans berømte Tome (latin: tekst, brev), der var en redegørelse for den romerske kirkes tro i form af et brev til Flavian, der med henvisning til Augustin meddelte grundsætningerne for den vestlige kristologi uden egentlig at berøre problemet, der foruroligede den østlige kirke. Koncilet læste ikke brevet og tog sig ikke af protesterne fra Leos udsendinge, men afsatte Flavian og en af hans biskopper. 
Leo erklærede herefter koncilet for en "røversynode" og erklærede Eutyches' tilhængere for kættere. Da den østromerske kejser Theodosius II døde i 450, forandrede situationen sig, og den nye patriark Anatolius af Konstantinopel accepterede Leos krav, hvorpå Tomen blev læst og anerkendt overalt. Et nyt koncil i Chalcedon kom tilsyneladende til at fremstå som en total anerkendelse af pavens magt, men Leo måtte navigere behændigt for at undgå at godkende et dekret om Konstantinopels næsten ligeværdighed med Rom. Samtidig fik han indsat nogle af sine støtter på betydningsfulde poster i østkirken.
Det vestromerske rige var på vej til at bryde sammen, og med den civile magts svindende betydning fik Leo mulighed for at øge sin magt. Derfor blev det Leo, der sammen med to højtplacerede civile embedsmænd i 452 mødte Attila, der havde invaderet Italien og nu truede Rom. Det lykkedes at få Attila til at trække sig tilbage. Der er forskellige forklaringer på, hvorfor det lykkedes: En samtidig skribent, Prosper af Aquitanien, hævder, at Attila ganske enkelt blev så imponeret over Leo, at han accepterede at trække sig tilbage. Mere jordnære forklaringer er, at Leo medbragte en stor sum guldpenge, eller at Attila pga. strategi eller logistik ikke ønskede at gå videre. Da Attilas hær var hårdt presset og havde et stort rov efter plyndringer, kan Leos bøn om nåde have været en acceptabel begrundelse for at vende om.
Nogle år senere var det vandalernes tur til at hærge landet, og her lykkedes det ikke Leo at forhindre Roms plyndring, men det menes, at det lykkedes ham at begrænse myrderier og afbrændinger. Da han døde, havde han været pave i 21 år. Han er den pave, der har beklædt embedet 9. længst tid.